# Yield Tour
Yield Tour – siódma trasa koncertowa zespołu Pearl Jam, w jej trakcie odbyły się sześćdziesiąt dwa koncerty. Trasa promowała piąty studyjny album grupy, Yield. W 1997 zespół dał pięć koncertów w USA. W 1998 odbyły się cztery koncerty w Oceanii, 11 w Australii i 40 w USA.

## Program koncertów

### Utwory Pearl Jam
1. „Alive”
2. „All Those Yesterdays”
3. „Animal”
4. „Around the Bed”
5. „Better Man”
6. „Black”
7. „Blood”
8. „Brain of J.”
9. „Breath”
10. „Corduroy”
11. „Daughter”
12. „Dissident”
13. „Elderly Woman Behind the Counter in a Small Town”
14. „Even Flow”
15. „Footsteps”
16. „Glorifield G”
17. „Go”
18. „Habit”
19. „Hail, Hail”
20. „I Got Id”
21. „Immortality”
22. „In My Tree”
23. „Indifference”
24. „Last Exit”
25. „Jeremy”
26. „Last Exit”
27. „Leatherman”
28. „Long Road”
29. „Lukin”
30. „Mankind”
31. „MFC”
32. „No Way”
33. „Not For You”
34. „Nothingman”
35. „Oceans”
36. „Off He Goes”
37. „Once”
38. „Porch”
39. „Present Tense”
40. „Push Me, Pull Me”
41. „Rats”
42. „Red Mosquito”
43. „Release”
44. „Smile”
45. „Sometimes”
46. „Spin in the Black Circle”
47. „State of Love and Trust”
48. „Tremor Christ”
49. „Untitled”
50. „W.M.A.” (fragment)
51. „Whipping”
52. „Who You Are”
53. „Wishlist”
54. „Yellow Ledbetter"

## Lista koncertów

### Koncerty w 1997
1. 12 listopada 1997 – Santa Cruz, Kalifornia – The Catalyst
2. 14 listopada 1997 – Oakland, Kalifornia – Oakland Stadium
3. 15 listopada 1997 – Oakland, Kalifornia – Oakland Stadium
4. 18 listopada 1997 – Oakland, Kalifornia – Oakland Stadium
5. 19 listopada 1997 – Oakland, Kalifornia – Oakland Stadium

### Koncerty w 1998

#### Oceania
1. 20 lutego 1998 – Maui, Hawaje – Alexander M. Baldwin Amphitheatre
2. 21 lutego 1998 – Maui, Hawaje – Alexander M. Baldwin Amphitheatre
3. 26 lutego 1998 – Wellington, Nowa Zelandia – Queen’s Wharf Events Centre
4. 28 lutego 1998 – Auckland, Nowa Zelandia – Ericsson Stadium

#### Australia
1. 2 marca 1998 – Melbourne, Melbourne Park
2. 3 marca 1998 – Melbourne, Melbourne Park
3. 5 marca 1998 – Melbourne, Melbourne Park
4. 7 marca 1998 – Adelaide, Thebarton Oval
5. 9 marca 1998 – Sydney, Sydney Entertainment Centre
6. 11 marca 1998 – Sydney, Sydney Entertainment Centre
7. 12 marca 1998 – Sydney, Sydney Entertainment Centre
8. 14 marca 1998 – Brisbane, Brisbane Entertainment Centre
9. 15 marca 1998 – Brisbane, Brisbane Entertainment Centre
10. 19 marca 1998 – Perth, Perth Entertainment Centre
11. 20 marca 1998 – Perth, Entertainment Centre

#### Ameryka Północna– część 1
1. 20 czerwca 1998 – Missoula, Montana – Washington-Grizzly Stadium
2. 21 czerwca 1998 – Park City, Utah – The Canyons
3. 23 czerwca 1998 – Englewood, Kolorado – Fiddler’s Green
4. 24 czerwca 1998 – Rapid City, Dakota Południowa – Rushmore Civic Center Arena
5. 26 czerwca 1998 – East Troy, Wisconsin – Alpine Valley Music Theatre
6. 27 czerwca 1998 – East Troy, Wisconsin – Alpine Valley Music Theatre
7. 29 czerwca 1998 – Chicago, Illinois – United Center
8. 30 czerwca 1998 – Minneapolis, Minnesota – Target Center
9. 2 lipca 1998 – St. Louis, Missouri – Riverport Amphitheatre
10. 3 lipca 1998 – Bonner Springs, Kansas – Sandstone Amphitheatre
11. 5 lipca 1998 – Dallas, Teksas – Reunion Arena
12. 7 lipca 1998 – Albuquerque, Nowy Meksyk – Tingley Coliseum
13. 8 lipca 1998 – Phoenix, Arizona – Arizona Veterans Memorial Coliseum
14. 10 lipca 1998 – San Diego, Kalifornia – Cox Arena
15. 11 lipca 1998 – Las Vegas, Nevada – Thomas & Mack Center
16. 13 lipca 1998 – Inglewood, Kalifornia – The Forum
17. 14 lipca 1998 – Inglewood, Kalifornia – The Forum
18. 16 lipca 1998 – Sacramento, Kalifornia – ARCO Arena
19. 18 lipca 1998 – Portland, Oregon – Rose Garden Arena
20. 19 lipca 1998 – Vancouver, Kolumbia Brytyjska – Pacific Coliseum
21. 21 lipca 1998 – Seattle, Waszyngton – Memorial Stadium
22. 22 lipca 1998 – Seattle, Waszyngton – Memorial Stadium

#### Ameryka Północna – część 2
1. 17 sierpnia 1998 – Noblesville, Indiana – Deer Creek Music Center
2. 18 sierpnia 1998 – East Lansing, Michigan – Breslin Student Events Center
3. 20 sierpnia 1998 – Montreal, Quebec, Kanada – Molson Centre
4. 22 sierpnia 1998 – Barrie, Ontario, Kanada – Molson Park
5. 23 sierpnia 1998 – Auburn Hills, Michigan – The Palace of Auburn Hills
6. 25 sierpnia 1998 – Burgettstown, Pensylwania – Star Lake Amphitheatre
7. 26 sierpnia 1998 – Cuyahoga Falls, Ohio – Blossom Music Center
8. 28 sierpnia 1998 – Camden, New Jersey – Blockbuster Music Entertainment Centre
9. 29 sierpnia 1998 – Camden, New Jersey – Blockbuster Music Entertainment Centre
10. 31 sierpnia 1998 – Raleigh, Karolina Północna – Hardee's Walnut Creek Amphitheatre
11. 1 września 1998 – Atlanta, Georgia – Lakewood Amphitheater
12. 3 września 1998 – Birmingham, Alabama – Birmingham-Jefferson Coliseum
13. 4 września 1998 – Greenville, Karolina Południowa – BI-LO Center
14. 6 września 1998 – Knoxville, Tennessee – Thompson-Boling Arena
15. 7 września 1998 – Virginia Beach, Wirginia – GTE Virginia Beach Amphitheater
16. 8 września 1998 – East Rutherford, New Jersey – Continental Airlines Arena
17. 10 września 1998 – New York City, Nowy Jork – Madison Square Garden
18. 11 września 1998 – New York City, Nowy Jork – Madison Square Garden
19. 13 września 1998 – Hartford, Connecticut – Meadows Music Theater
20. 15 września 1998 – Mansfield, Massachusetts – Great Woods
21. 16 września 1998 – Mansfield, Massachusetts – Great Woods
22. 18 września 1998 – Columbia, Maryland – Merriweather Post Pavillion
23. 19 września 1998 – Waszyngton – Constitution Hall
24. 22 września 1998 – West Palm Beach, Floryda – Coral Sky Amphitheatre
25. 23 września 1998 – West Palm Beach, Floryda – Coral Sky Amphitheatre

## Muzycy
- Eddie Vedder – wokal prowadzący i gitara elektryczna
- Stone Gossard – gitara rytmiczna i prowadząca
- Mike McReady – gitara prowadząca
- Jack Irons – perkusja (koncerty wstępne i Oceania)
- Matt Cameron – perkusja (Ameryka Północna – część 1 i 2)

## Artyści supportujący Pearl Jam
- All System Go!
- Ben Harper
- Cheap Trick
- Frank Black
- Goodness
- Hovercraft
- Mudhoney
- Murder City Devils
- Iggy Pop
- Rancid
- The Rolling Stones
- Sean Lennon
- Shudder to Think
- Spacehog
- The Wallflowers
- X